# ベッドフォード・アベニュー駅
ベッドフォード・アベニュー駅（Bedford Avenue）はブルックリン区ウィリアムズバーグのベッドフォード・アベニューと北7丁目の交差点に位置するニューヨーク市地下鉄BMTカナーシー線の駅である。終日L系統が停車する。2015年には938万8289人が利用し、ブルックリン区のダウンタウン・ブルックリン以外の駅として、またブルックリン区内の単一路線の駅として最も利用者が多い駅であった。

## 歴史
ベッドフォード・アベニュー駅はデュアル・コントラクトに基づきブルックリン・マンハッタン・トランジット社が建設したBMTカナーシー線の初期開業区間（6番街駅 - モントローズ・アベニュー駅間） の駅として1924年9月21日に開業した。
2017年より14丁目トンネル改修工事に合わせエレベーター設置を含む改装工事が行われ、エレベーターは2020年8月6日に使用を開始した:3。

## 駅構造
| G           | 地上階                     | 出入口                                                                   |
| B1          | 改札階                     | 改札口、駅員室、メトロカード/OMNY自動販売機                              |
| B2 ホーム階 | 北行線                     | ← 8番街駅ゆき（1番街駅）                                                 |
| B2 ホーム階 | 島式ホーム、左側ドアが開く |                                                                          |
| B2 ホーム階 | 南行線                     | → カナーシー-ロッカウェイ・パークウェイ駅ゆき（ロリマー・ストリート駅）→ |

ベッドフォード・アベニュー駅はシンプルな島式ホーム1面2線の駅である。カナーシー方面の列車はQ1線、マンハッタン方面の列車はQ2線を走行する（この"Q"はMTAが独自に使用しているチェイニングの識別記号で、一般的なものではない）。ベッドフォード・アベニュー駅の壁面にはブラウンとグリーンのタイルでモザイクが施され、ベッドフォードの"B"をあしらった装飾的な銘板が取り付けられている。

### 出入口

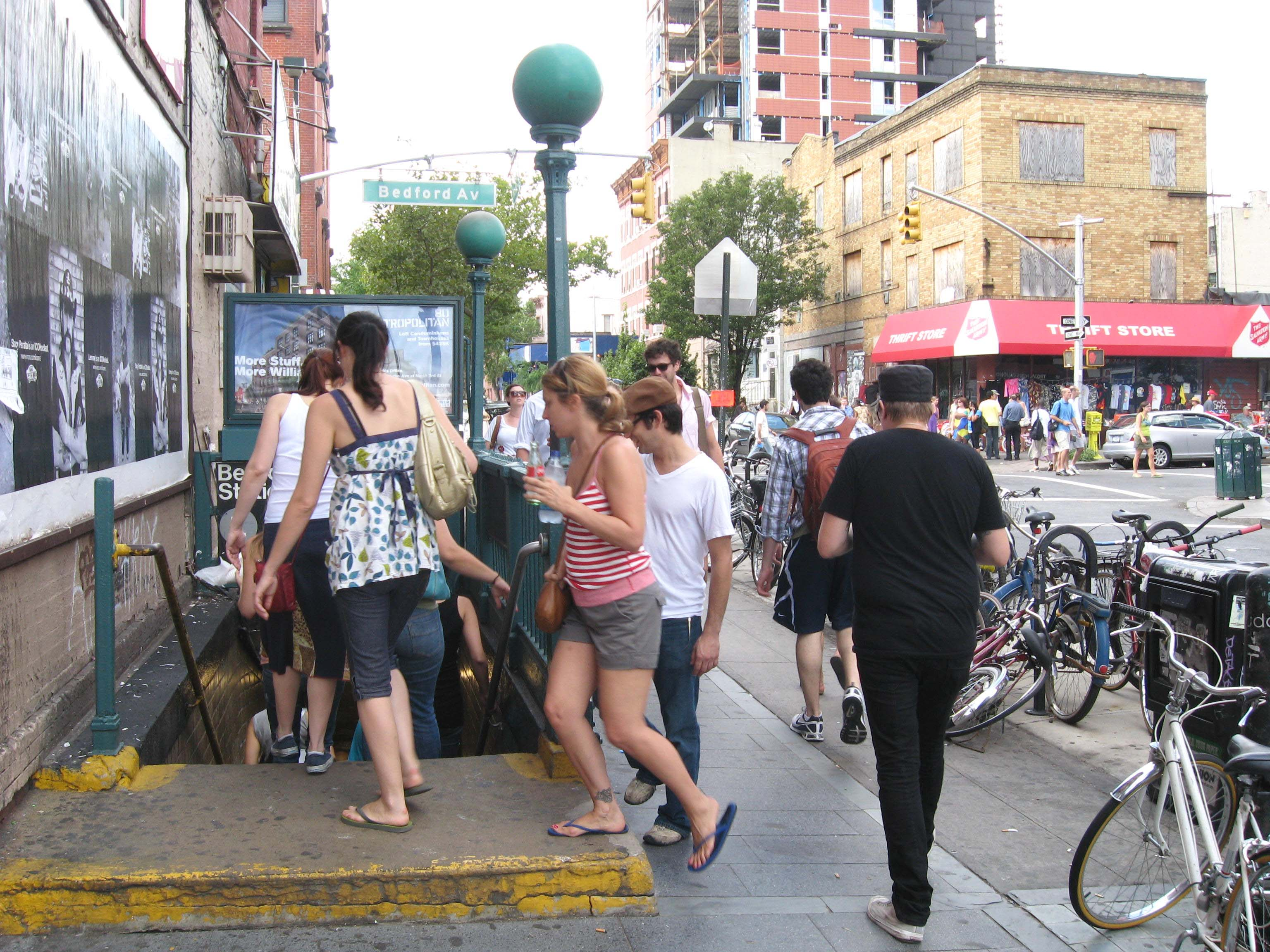
入口

ベッドフォード・アベニュー駅には出入口が2か所ある。西口にはベッドフォード・アベニューと北7丁目の交差点南東・北東に出る階段が各2本と同交差点北東に出るエレベーター1基があり、24時間営業の窓口が設けられている。東口には北7丁目とドリッグス・アベニューの交差点南東・北東に出る階段が各2本あり、南東にはニューヨーク市バスB62系統北行、北東にはB62系統南行が停車する。

## 利用状況
ベッドフォード・アベニュー駅はウィリアムズバーグの高級宅地化により利用者数が急激に伸びている。2000年には378万3000人だったが、2007年には50%以上増加して577万6000人になった。これは2005年の地区割変更を考慮に入れても大きな伸びである。2008年には年間利用者数が600万人を越え、ニューヨーク市地下鉄で53位、ブルックリン区内でも最も繁忙な駅の1つとなった。2014年には900万人以上になり、平日1日あたり27,132人が利用した。
ベッドフォード・アベニュー駅の利用者増も一因となってBMTカナーシー線全体の利用者も増加し、L系統はニューヨーク市地下鉄でも最も混雑する路線となり、利用者に苦痛をもたらすようになった。2010年には特に週末の利用者数が大きく伸びたことから年間700万人を突破した。L系統の混雑は政治家にも取り上げられ、MTAには「もっと利用パターンを反映したダイヤを組むべきだ」という声が寄せられた。

## ポップカルチャーにて
ネットフリックスのテレビドラマシリーズ『デアデビル』の第1話にベッドフォード・アベニュー駅のエントランスが登場する（作中ではマンハッタンの50丁目/8番街駅という設定）。